# Laurenz Rex
Laurenz Rex (født 15. december 1999 i Marburg) er en cykelrytter fra Belgien, der er på kontrakt hos Intermarché-Wanty.